# ポール・ハンフリー
ポール・ハンフリー（Paul Humphrey、1935年10月12日 – 2014年1月31日）は、アメリカのドラマー。

## 経歴
ハンフリーは8歳でドラムの演奏を始め、地元デトロイトでレッスンを始める。アメリカ海軍除隊後は、ニューヨークに進出しており、ジャズ・ミュージシャンとして活躍していたジョン・コルトレーン、チャールズ・ミンガス、レス・マッキャン、カイ・ウィンディング、ブルー・ミッチェルらと共演した。
その後は、ニューヨークからロサンゼルスに移り、数多くのミュージシャンと共演。スタン・ケントン、ウェス・モンゴメリー、カーメン・マクレエ、ヒューバート・ロウズ、クインシー・ジョーンズなどジャズ及びフュージョン系ミュージシャンに限らず、バート・バカラック、サミー・デイヴィスJr.、ダイアン・キャロル、スティーリー・ダン、ダスティ・スプリングフィールド、マーヴィン・ゲイ等と共演。マーヴィン・ゲイのヒット作であるアルバム『ホワッツ・ゴーイン・オン』にも参加している。
1971年には自身初のリーダー作を発表。リーダーとしては、ポール・ハンフリーとクール・エイド・ケミストを結成。このバンドにはギタリストのデイヴィッド・T・ウォーカーも参加している。このバンドはシングルをヒットさせ､特に「クール・エイド」と「ファンキーLA」はチャートインを記録するヒットとなった。

## ディスコグラフィ

### リーダー・アルバム
- 『クール・エイド』 - Paul Humphrey And The Cool-Aid Chemists (1971年、Lizard)
- 『スーパーメロウ』 - Supermellow (1973年、Blue Thumb)
- 『アメリカ、ウェイク・アップ』 - America, Wake Up (1974年、Blue Thumb)
- 『ザ・ドラム・セッション』 - The Drum Session (1975年、Philips) ※with ルイ・ベルソン、シェリー・マン、ウィリー・ボボ
- 『ザ・ドラム・セッション VOL.2』 - The Drum Session Vol. 2 (1977年、Philips) ※with ルイ・ベルソン、シェリー・マン、ウィリー・ボボ
- Me and My Drums (1979年、Stanson)
- Paul Humphrey Sextet (1981年、Discovery)